# Sör-Sveneberget
Sör-Sveneberget är ett naturreservat i Skellefteå kommun i Västerbottens län.
Området är naturskyddat sedan 2017 och är 115 hektar stort. Reservatet ligger på norra/nordvästra och östra sidan av berget. I sluttningen finns en aspblandskog. I västra delen finns grandominerad sumpskog med inslag av lövträd.